# Лев IV (папа римский)
Лев IV (лат. Leo PP. IV; 790, Рим — 17 июля 855) — папа римский с 10 апреля 847 года по 17 июля 855 года. Заключил антисарацинский союз с Неаполем, благодаря чему захватчики потерпели поражение при Остии. Отделил Леонинской стеной Ватикан от Рима, один из городских районов был назван в честь Льва Civitas Leonina.

## Жизнь
Родился в Риме, и был единогласно избран преемником папы Сергия II. К моменту своего избрания 10 апреля 847 года Лев был кардиналом Санти-Куаттро-Коронати, иподиаконом папы Григория IV и протоиереем при Сергии. Его понтификат был посвящён восстановлению ущерба, нанесенного сарацинами во времена понтификата его предшественника различным строениям города, в особенности базиликам Святого Петра и Святого Павла.
Сарацины осадили Гаэту, что вынудило Льва отдать приказ о восстановлении и укреплении стен Рима между 848 и 849 годами. Когда мусульмане подошли к Портусу, он призвал Неаполь, Гаэту и Амальфи сформировать антисарацинскую лигу. Командование объединённым флотом было доверено Цезарию, сыну герцога Сергия I Неаполитанского. Последовавшая битва при Остии стала одной из самых известных в истории средневекового папства и отображена на знаменитой фреске Рафаэля и его учеников в залах Ватиканского дворца. Другой эпизод жизни Льва отмечен в Урбино в серии фресок, на которых папа, согласно легенде, одним крестным знамением останавливает пожар в римском районе паломников Борго.

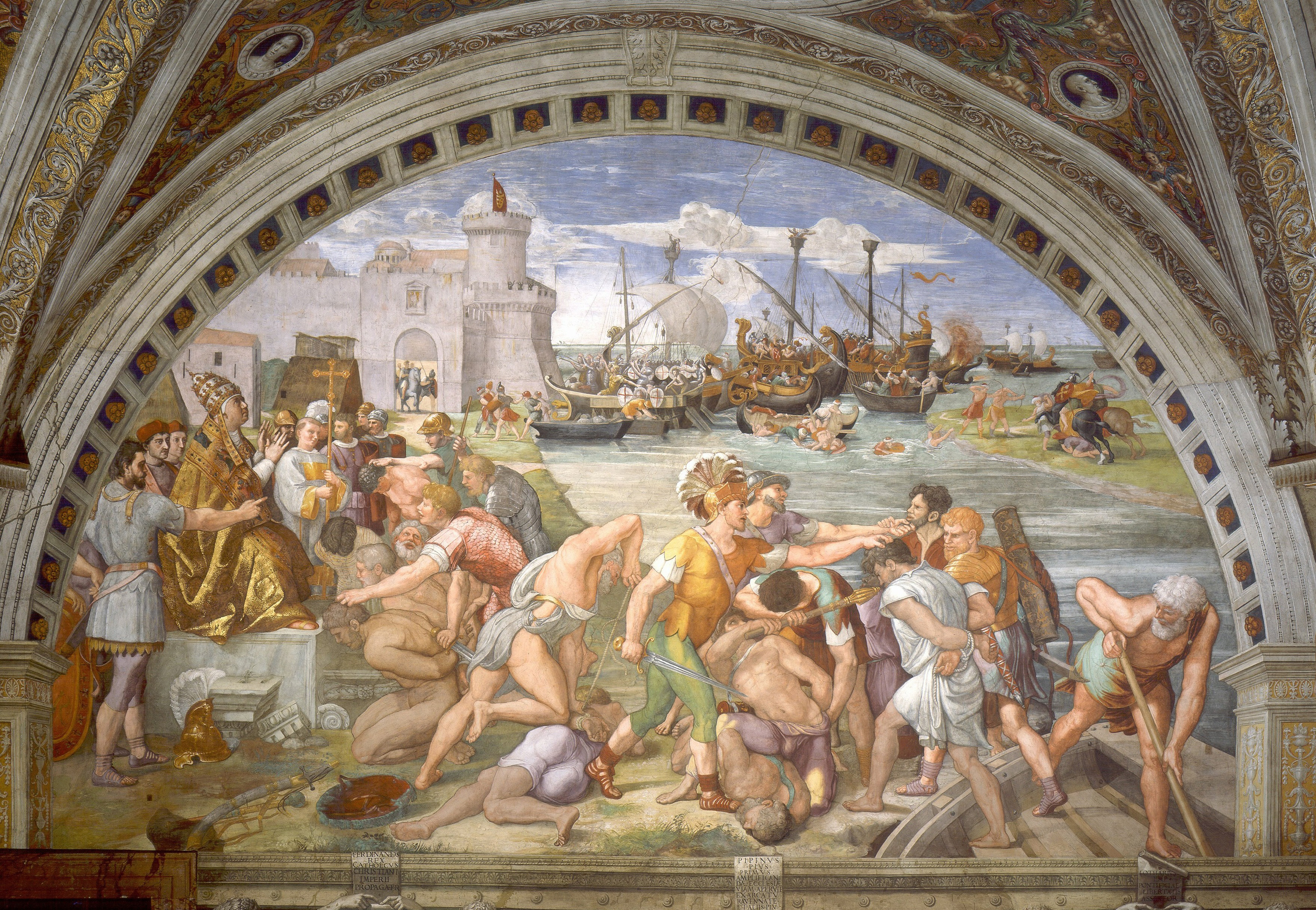
Битва при Остии

В целях окончательной ликвидации сарацинской угрозы Лев заказал строительство новой линии стен, охвативших Рим с пригородами на правом берегу Тибра, чтобы защитить до того беззащитные строения, в том числе базилику Святого Петра. Впоследствии эта стена получила наименование Леонинская стена. Он также восстановил и украсил поврежденные базилики Сан-Паоло-фуори-ле-Мура и Святого Петра: алтарь последнего снова был украшен золотом и усеян драгоценными камнями. После восстановления собора Святого Петра Лев обратился к христианским королевствам с призывам объединиться для противодействия арабским налетчикам.
Лев провел три собора, один в 850 году, отличный тем, что на нём присутствовал император Запада Людовик II.
Лев умер 17 июля 855 году и был похоронен в базилике Святого Петра.
По легенде, преемником Льва стала Папесса Иоанна.

## Захоронение
Лев был первоначально похоронен в отдельной гробнице, однако через несколько лет после его смерти его останки были помещены в гробницу, которая содержала прах первых четырёх пап по имени Лев. В XVIII веке мощи Льва IV были отделены от других и получили отдельную гробницу.